# Pelourinho da Ega
O Pelourinho da Ega situa-se na freguesia de Ega, no Município de Condeixa-a-Nova,  Distrito de Coimbra, em Portugal.
É um pelourinho executado em pedra calcária clara, em estilo manuelino; a base, octogonal, é composta por três degraus sobre os quais assenta uma coluna, despida de lavores, mas de arestas chanfradas; o capitel concentra os elementos decorativos, em relevo, sendo enobrecido pelas armas do reino e esfera armilar.
Este pelourinho encontra-se classificado como Imóvel de Interesse Público desde 1933.
Na historiografia portuguesa, os pelourinhos estão directamente ligados à concessão de foral que conferia, aos habitantes de uma localidade, privilégios em matéria de organização política, social e jurídica. Para além do interesse que suscitam -enquanto testemunhos históricos - na compreensão do funcionamento da jurisdição concelhia, o valor artístico destes monumentos não deve ser também descurado.